# Салминен, Пааво
Пааво Эерикки Салминен (фин. Paavo Eerikki Salminen; 19 ноября 1911, Гельсингфорс, Великое княжество Финляндское — 27 апреля 1989, Хельсинки, Финляндия) — финский футболист, вратарь. Участник летних олимпийских игр 1936 года.

## Биография
Пааво Сальминен родился 19 ноября 1911 года в финском городе Хельсинки.
Сальминен выступал за финскую команду ХТ из Хельсинки, вместе с командой становился чемпионом Финляндии 1942 года и трижды бронзовым призёром турнира в 1934, 1935 и 1939 годах.
В составе национальной сборной Финляндии выступал с 1936 года по 1939 год, проведя в составе сборной 12 матчей. Летом 1936 года главный тренер команды Фердинанд Фабра вызвал Пааво на летние Олимпийские игры в Берлине. Финляндия начала турнир со стадии 1/8 финала, где уступила Перу со счётом (3:7) и покинула соревнования. Для Сальминена это была дебютная игра в составе сборной.
Свою последнюю игру за сборную он провёл 24 сентября 1939 года в рамках товарищеской встречи с Литвой (0:3).
Сальминен скончался 27 апреля 1989 года в возрасте 77 лет в Хельсинки.

## Достижения
- Чемпион Финляндии (1): 1942
- Бронзовый призёр чемпионата Финляндии (1): 1934, 1935, 1939